# کتیان آرامیان
کتیان آرامیان (ارمنی: Քեթևան Արամյան؛  ۱۸۴۶ – ۱۷ ژوئن ۱۸۷۸) یک بازیگر اهل ارمنستان بود. وی بین سال‌های - تا - میلادی فعالیت می‌کرد.

## زندگی‌نامه
وی در ۱۸۴۶ در نرکین تساقکاوان به دنیا آمد .   وی در ۱۷ ژوئن ۱۸۷۸ در سن ۳۳ سالگی در کوتائیسی درگذشت.